# De Dion-Bouton 35 CV
Der De Dion-Bouton 35 CV war eine Pkw-Modellreihe des französischen Automobilherstellers De Dion-Bouton aus der Zeit vor dem Zweiten Weltkrieg. Dabei stand das CV für die Steuer-PS. Zu dieser Modellreihe gehörten:
- De Dion-Bouton Type CJ (1909–1910)
- De Dion-Bouton Type CY (1911)
- De Dion-Bouton Type DN (1912–1913)
- De Dion-Bouton Type EH (1913)